# Лахти
Лахти (фин. Lahti, швед. Lahtis) је значајан град у Финској, у јужном делу државе. Лахти је управно седиште округа Пејенска Тавастија, где град са окружењем чини истоимену општину Лахти
Лахти је веома важно железничко чвориште у Финској.
У Лахтију се налазе два велика радио предајника који су некад служили за емитовање програма финског радија на дуготаласној фреквенцији. Данас се у згради предајника налази музеј.

## Географија
Град Лахти се налази у јужном делу Финске. Од главног града државе, Хелсинкија, град је удаљен 100 км северно.
Рељеф: Лахти се сместио у унутрашњости Скандинавије, у историјској области Тавастија. Град се налази на серији избочења насталих у последњем леденом добу. Подручје града је равничарско до брежуљкасто, а надморска висина се креће око 105 м.
Клима у Лахтију је континентална, али ипак блажа од већег (севернијег) дела државе. Зиме су оштре и дуге, а лета свежа.
Воде: Лахти се развио на обали језера Веси, на његовој југоисточној обали.

## Историја
Лахти је релативно млад град за финске појмове. Први помен насеља везан је за 15. век, али је дато насеље вековима остало без већег значаја. 
Развој насеља почиње крајем 19. века, са прокопавањем канала и око железничке станице на новоуспостављеној вези од Санкт Петербурга до Хелсинкија (1870). Насеље се стога веома брзо развијало, па је добило градска права 1905. године.
Последњих пар деценија Лахти се брзо развио у савремено градско насеље.

## Становништво
Према процени из 2012. године на градском подручју Лахтија је живело 116.549 становника, док је број становника општине био 105.136.
| 1980. | 1990.   | 2000.   | 2012.   |
| ----- | ------- | ------- | ------- |
| -     | 104.649 | 110.160 | 103.344 |

Етнички и језички састав: Лахти је одувек био претежно насељен Финцима. Последњих деценија, са јачањем усељавања у Финску, становништво града је постало шароликије. По последњим подацима преовлађују Финци (95,7%), присутни су и у веома малом броју Швеђани (0,3%), док су остало усељеници. Од новијих усељеника посебно су бројни Руси.

## Знаменитости
У Лахтију се сваке године одржавају такмичења Светског купа у зимским спортовима.
Град је такође познат и по најбољем симфонијском оркестру у Финској. У Лахтију се налази велики конгресни и културни центар назван „Сибелијусова дворана“ и чувени Завод за дизајн.

## Партнерски градови
- Калуга
- Зул
- Акирејри
- Рандерс
- Олесунд
- Запорожје
- Печуј
- Гармиш-Партенкирхен
- Нарва
- Deyang
- Мост
- Västerås Municipality

## Галерија
- Средиште Лахтија
- Здање општине Лахти
- Главна градска протестантска црква, „Мукула“
- Харјукату - стари део града